# Mittelsömmern
Mittelsömmern é um município da Alemanha, situado no distrito de Unstrut-Hainich, no estado da Turíngia. Tem 10,08 km² de área, e sua população em 2019 foi estimada em 202 habitantes.